# Leauvaa
Leauvaa – miejscowość w Samoa, na wyspie Upolu. Według danych oficjalnych z roku 2016 liczy 3 274 mieszkańców.